# Louis Le Clef
Louis Albert Marie Heliodore Leclef ou Le Clef, né le 13 octobre 1840 à Anvers et y décédé le 8 mars 1917 fut un homme politique catholique belge.
Fils de l'architecte et entrepreneur François Héliodore Leclef et de Mélanie Stordiau, il devint notaire (Université catholique de Louvain, 1860) et exerça à Hoboken, puis dès 1872 à Boom, puis à Anvers où il fut juge de paix auxiliaire. En 1905, il cèda son étude à son fils Charles.
Il remplaça le comte Ferdinand Le Grelle comme sénateur de l'arrondissement d'Anvers, le 7 mars 1895 et le demeura jusqu'au 8 mars 1917.
Il est le frère d'Edmond Leclef, architecte à Anvers.

## Sources
- Bio sur ODIS
- Généalogie du notariat de Boom (nl)
- Inventaire du patrimoine immobilier de Flandre (nl)